# リブアクション
株式会社リブアクション（LIVEACTION）は、かつて存在した日本の不動産会社。

## 概要
宮本宏三が不動産関連の経験を生かして2009年7月に設立。当初は渋谷区、世田谷区、目黒区に所在する一戸建て住宅用地やマンション用地の販売を手掛けていた。2013年に建設業許可を取得したと同時に、一般住宅、店舗、オフィスビル、マンションの設計施工にも進出したと同時に、本社内にショールームを開設して高級システムキッチンなどの販売も行っていた。業容の拡大により、2018年10月期には61億4193万円の売上があった。
しかしその後は、投資不動産向け不正問題による融資の審査厳格化などの影響により売上が低下。さらに、2019年に新規事業として始めたホテルの設計・プロデュース事業において約1億円の損失を計上。これが引き金となり、他の建設事業において数千万円の追加工事費用が発生。さらに水漏れや手抜き•欠陥工事によるクレーム対応や補償、過去の案件にかかる紛争・クレームも立て続けに発生した他、建築資材の高騰や施主からの要望に応えるため採算性の低い工事を請け負っていたために、2019年10月期は売上が34億1941万円にまで落ち込み、4億9530万円の赤字に転落したと同時に、2億6859万円の債務超過に転落した。
経営再建のため、2020年3月に建設事業から撤退したが、直後に新型コロナウイルスが発生。倒産直前には、好調だったキッチン事業の存続を図るため、2020年5月に財務担当の上田敏威が代表を務める子会社　株式会社LAアーキテクツ(2020年9月に株式会社LAアーキテクツNEWへ名称変更)を設立した。本社は、不動産事業に専念するという経営計画を策定したが、リブアクションは在庫不動産の買い付けが進まず、資金確保のため在庫物件の処分を行ったが業績は改善されず、最終的に支払いが不可能な状態に陥り、債権者によって土地の仮差押を受けた。2020年8月上旬から取引先からリブアクションに連絡が取れないという相談が東京商工リサーチに寄せられるようになっていた。
2020年8月31日までに事業を停止して事後処理を弁護士に一任。同年9月14日に東京地方裁判所から破産手続開始決定を受けた。負債総額は約16億円。そして2021年7月2日に法人格が消滅した。